# Sojoez TMA-12M
Sojoez TMA-12M (Russisch: Союз ТМА-12M) was een bemande ruimtevlucht naar het internationale ruimtestation ISS met aan boord drie leden van ISS Expeditie 39. 

## Bemanning
De driekoppige bemanning bestond uit:
- Aleksandr Skvortsov ( Rusland), bevelvoerder; 2e ruimtevlucht
- Oleg Artemjev ( Rusland), eerste boordwerktuigkundige; 1e ruimtevlucht
- Steven Swanson ( Verenigde Staten), tweede boordwerktuigkundige, 3e ruimtevlucht

## Back-up-bemanning
De reservebemanning bestond uit:
- Aleksandr Samokoetjajev, bevelvoerder (Rusland/Roskosmos)
- Jelena Serova, boordwerktuigkundige (Rusland/Roskosmos)
- Barry Wilmore, boordwerktuigkundige (USA/NASA).